# Oblitoneura aromyzina
Oblitoneura aromyzina är en tvåvingeart som beskrevs av Louis-Paul Mesnil 1975. Oblitoneura aromyzina ingår i släktet Oblitoneura och familjen parasitflugor. Inga underarter finns listade i Catalogue of Life.